# Генрі Армстронг (боксер)
Генрі Армстронг (англ. Henry Armstrong, справжнє ім'я: Генрі Джексон мол., англ. Henry Jackson Jr; 12 грудня, 1912, Колумбус, Міссісіпі — 22 жовтня, 1988, Лос-Анджелес, Каліфорнія) — американський боксер-професіонал і чемпіон світу з боксу. Багатьма критиками і колегами-професіоналами вважається одним з найвидатніших боксерів усіх часів.

## До початку кар'єри
Генрі Джексон молодший був одинадцятим з п'ятнадцяти дітей у родині. Коли Армстронгу було чотири роки, його батько перевіз сім'ю в Сент-Луїс. У школі Генрі був частою мішенню для задиристих хлопців, захищаючись від них, він відкрив в собі інтерес до боксу. Під час навчання в середній школі Армстронг відрізнявся гарною поведінкою і хорошими оцінками.
На той час, коли Генрі закінчив школу, почалася Велика депресія. 17-річний Генрі влаштувався на роботу на будівельну компанію, але цього заробітку не вистачало. Дізнавшись з газети, що один з боксерів отримав за бій $75000, Генрі залишив свою роботу і переключився на бокс.

## Досягнення
Генрі Армстронг — єдиний боксер в історії боксу, який був чемпіоном світу в трьох вагових категоріях одночасно. Свій перший титул він виграв в напівлегкій вазі (до 57,2 кг) в 1937 році, перемігши нокаутом Петея Саррона. Другий титул Армстронг завоював в травні 1938 року, ставши чемпіоном у напівсередній вазі (до 66,7 кг), перемігши неодноразового чемпіона світу Барні Росса. У серпні цього ж року Генрі переміг Лу Амберса, ставши чемпіоном світу в легкій вазі (до 61,2 кг). Титул чемпіона світу в напівсередній вазі захищав рекордні 19 разів.
У 2007 році журнал «The Ring» назвав Армстронга другим великим боксером останніх 80 років. Знаменитий письменник, журналіст і історик боксу Берт Шугар також назвав Армстронга другим найбільш великим боксером всіх часів.